# アメリカ合衆国建国の父

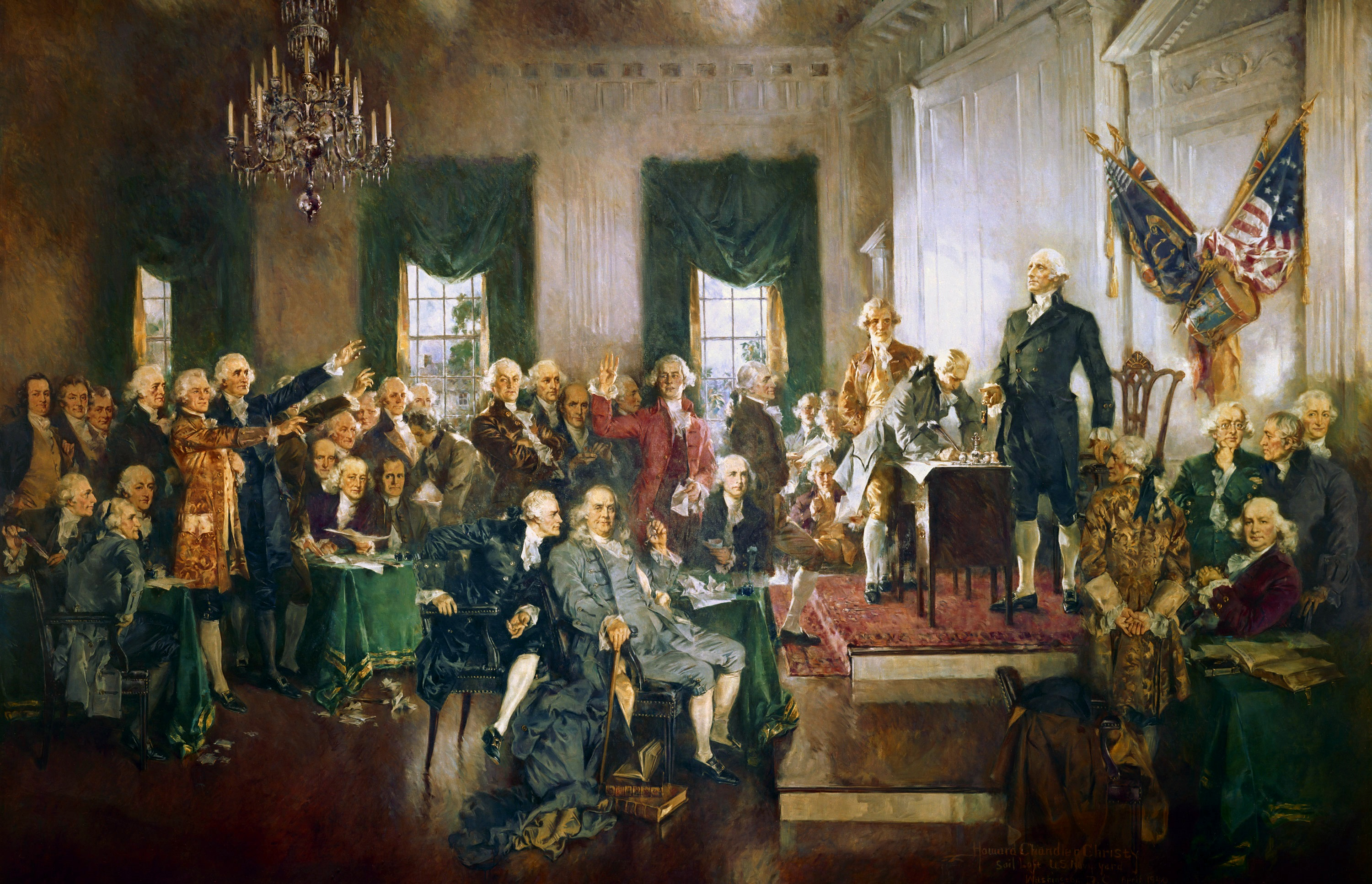
アメリカ合衆国憲法の署名（Howard Chandler Christy）

『独立宣言』（ジョン・トランブル）。アメリカ合衆国独立宣言の草案を起草委員の5人が提出しているところ。この絵は現在の2ドル札の裏に使われている。

アメリカ合衆国建国の父（アメリカがっしゅうこくけんこくのちち、ファウンディング・ファーザーズ、英: Founding Fathers of the United States）は、アメリカ合衆国独立宣言またはアメリカ合衆国憲法に署名した政治的指導者、あるいは愛国者達の指導者としてアメリカ独立戦争に関わった者達である。

## 建国の父の経歴
アメリカ合衆国憲法制定会議に出席した55人の代議員は18世紀のアメリカ合衆国の指導者の一断面を表していた。彼らのほとんどが教養があり、属する社会で指導的な地位にあり、国事について既に実績のあるものが多かった。実際上、すべての者が独立革命に関わった。少なくとも29人は大陸軍に従軍し、ほとんどが指揮官の職にあった。独立宣言と憲法に署名した者の経歴について以下のような調査記録がある。

### 政治活動の経験
憲法の署名者は幅広く政治活動を行った経験がある。1787年までに、4分の3の41人が大陸会議のメンバーであった。実際に、55人全員がそれぞれの植民地議会で経験があり、大多数は地方行政単位の長を務めていた。
- トマス・ミフリンとナサニエル・ゴーラムは、大陸会議の議長を務めた。
- 大陸会議経験が無い者は、リチャード・バセット他、全部で15人であった。
- 8人が独立宣言と憲法の両方に署名した。
- 6人が連合規約と憲法の両方に署名した。
- 2人（ロジャー・シャーマンとロバート・モリス）が3件ともに署名した。
- 4人（ジョン・ディキンソン、ベンジャミン・フランクリン、ジョン・ラングドン、ジョン・ラトリッジ）が知事であった。

### 職業
1787年の代議員は幅広く、上中級と見なされる職業に就き、多くは複数の仕事を同時にこなしていた。代議員の職業は王党派の場合と極端な違いはなかったが、その職業においては若い方であった。35人が弁護士であり法律に関する知識を活かせたが、すべての者がその職業を生活の糧にしているわけではなかった。判事出身の者もいた。
- 会議の時点で13人が商人だった。
- 6人は規模の大きい土地投機家だった。
- 11人は大規模に証券投資を行っていた。
- 12人は奴隷労働によるプランテーションあるいは大規模農場の所有者または経営者であった。
- 2人が小規模の農夫であった。
- 9人は地方政庁から相当の比率で収入を得ていた。
- 3人は実際の経済的活動から隠退していた。
- 2人は科学者であり、他の活動もしていた。
- 3人は医者であり、また1人は大学の学長であった。
- 1人はプロテスタントの牧師であった。また3人あるいは他の何人かは神学を学んでいたが聖職についてはいなかった。

### 家族および財政
1787年代議員の何人かは裕福であった (植民地で最も裕福な者の多くは王党派であり、イギリスに帰った)。 他の者の多くはかなりあるいはそこそこの財政基盤があった。富の面では、概して王党派よりも見劣りしていた。
- ジョージ・ワシントンとロバート・モリスは最も裕福な人に位置づけられていた。
- 4人がかなりの資産家であった。
- 7人はあまり良い財政状態ではなかったが、なんとか遣り繰りはできていた。
- かなりの数の者が土地の指導的立場の家柄の生まれだった。
- 何人かは貧しい暮らしから立ち上がって来た者だった。

### その他の経歴
- 1787年代議員のほとんどが13植民地の生まれだった。
- 4人がアイルランド出身、2人がイングランド出身、スコットランドおよび西インド諸島出身が各1人だった。
- 多くの者が複数の植民地を跨る転居の経験があった。
- 海外で留学または旅行の経験がある者がいた。

建国の父達には強い教養の裏づけがあった。フランクリンのようにほとんどが独学で、あるいは奉公の間に学んだ者もいた。家庭教師について学んだ者もいれば、専門学校で学んだ者もいた。約半数は植民地またはイギリスの大学を出ていた。医学の学位を持つ者、神学の修行をした者もいた。数人の弁護士はロンドンの法律学校で勉強してきていたが、多くはアメリカの弁護士に付いて修行していた。

### 寿命と家庭生活
1787年代議員の寿命は当時の平均的なものであった。平均寿命は67歳であった。
- 最長寿はウィリアム・サミュエル・ジョンソンで92歳だった。
- 80歳以上生きた者は4人だった。
- 15人ないし16人が70代まで生きた。
- 20人ないし21人が60代まで生きた。
- 8人が50代まで生きた。
- 5人は40代までしか生きられなかった。
- 2人は決闘で殺された。

代議員の多くが結婚し、子供を育てた。ロジャー・シャーマンが最大の家族で、2人の妻により15人の子供をもうけた。
- 少なくとも9人は複数の結婚履歴があった。
- 4人は終生独身であった。

### 宗教
1787年代議員の何人かは無宗教であった。ローマ・カトリック信徒の3人を除いて他はプロテスタントであった。プロテスタントの中で28人は監督教会員、8人は長老派教会員、7人は組合教会主義者、2人はルター派教会員、2人はメソジスト教徒であった。著名な建国の父の多く、たとえばジェファーソンが既存の宗教に対する反発や教権反対主義を主張していた。その講演や文書の中で既存の教会組織に反対する論旨を展開する者がいた。ジェファーソンは自分の聖書を書いた。しかし、パトリック・ヘンリーのように伝統的な宗教の強い擁護者もいた。自然神教あるいはそれに近い形で信条を表す者もいた。
建国の父達の多様な信仰形態にも拘わらず、ほとんどが宗教を好意的に見ていた。このことは、彼らの講演や文書からも見て取れる。たとえば、国民の倫理性を形作るとき、法の遵守を確保するとき（ワシントン)、人の邪悪さを調べるとき（ベンジャミン・フランクリン)、アメリカのような自由な政府を保護するとき（ジョン・アダムズ）の宗教の役割である。教会や国事の分裂は建国の父達によって常に強調されるものだった。｢アメリカ合衆国議会はいかなる意味でもキリスト教に基づくものではない」という文が1797年のトリポリ条約にある。この文書は議会でさして議論もされずに批准され、建国の父達の意図を思い起こさせるものになっている。
宗教ではないが、かなりの数の者がフリーメイソンであった。

### 憲法制定会議の後の経歴
1787年代議員のその後の経歴は、その能力とともに運命の浮き沈みを反映した。たいていは成功したが、7人だけは財政的に苦しみ破産かそれに近い状態になった。2人は背信行為に巻き込まれた。しかし多くは、会議前にもなしていたように公共的な仕事に就き、特に彼らが作った新政府に貢献した。 
- ワシントン、ジョン・アダムズ、ジェファーソン、マディソンはアメリカ合衆国大統領になり、他に3人が候補となった。
- 独立宣言の署名者のうち、ハンコック、リチャード･ヘンリー･リーおよびハンティントンは大陸会議議長になった。
- 連合規約署名者のうち、ハンソンとマッキーンは連合会議議長になった。
- 憲法署名者のうち、ゴーラムとミフリンは連合会議議長になった。
- ジョン・アダムズはワシントンの、エルブリッジ・ゲリーはマディソンのアメリカ合衆国副大統領となった。
- ハミルトンなど4人は閣僚となった。
- 19人はアメリカ合衆国上院議員となり、13人がアメリカ合衆国下院議員となった。この中でデイトンは下院議長も務めた。
- 4人は連邦裁判所判事となり、合衆国最高裁判所陪席判事も別に4人いた。この中で2人は最高裁判所長官となった。
- 7人は外交官となった。

1787年代議員の多くが州の役職に就いた。12人の知事とその他の代議員である。ほとんどの者が市、地域社会、州の文化的生活に多くの方法で貢献した。彼らの子供や子孫がアメリカの政界や知的な世界で高位を占めた。

## アメリカ合衆国独立宣言の署名者
| - ジョン・アダムズ - サミュエル・アダムズ - ジョサイア・バートレット - カーター・ブラクストン - チャールズ・キャロル - サミュエル・チェイス - エイブラハム・クラーク - ジョージ・クライマー - ウィリアム・エラリー - ウィリアム・フロイド - ベンジャミン・フランクリン - エルブリッジ・ゲリー - バトン・グインネット - ライマン・ホール - ジョン・ハンコック - ベンジャミン・ハリソン - ジョン・ハート - ジョセフ・ヒューズ - トマス・ヘイワード・ジュニア | - ウィリアム・フーパー - スティーヴン・ホプキンス - フランシス・ホプキンソン - サミュエル・ハンティントン - トマス・ジェファーソン - フランシス・ライトフット・リー - リチャード・ヘンリー・リー - フランシス・ルイス - フィリップ・リビングストン - トマス・リンチ・ジュニア - トマス・マッキーン - アーサー・ミドルトン - ルイス・モリス - ロバート・モリス - ジョン・モートン - トマス・ネルソン・ジュニア - ウィリアム・パカ - ジョン・ペン - ロバート・トリート・ペイン | - ジョージ・リード - シーザー・ロドニー - ジョージ・ロス - ベンジャミン・ラッシュ - エドワード・ラトリッジ - ロジャー・シャーマン - ジェイムズ・スミス - リチャード・ストックトン - トマス・ストーン - ジョージ・テイラー - マシュー・ソーントン - ジョージ・ウォルトン - ウィリアム・ホィップル - ウィリアム・ウィリアムス - ジェイムズ・ウィルソン - ジョン・ウィザースプーン - オリバー・ウォルコット - ジョージ・ワイス |

## アメリカ合衆国憲法制定会議代議員

### 憲法に署名した代議員
- エイブラハム・ボールドウィン
- リチャード・バセット
- ガニング・ベッドフォード・ジュニア
- ジョン・ブレア
- ウィリアム・ブラウント
- ディビッド・ブリアリ
- ジェイコブ・ブルーム
- ピアス・バトラー
- ダニエル・キャロル
- ジョージ・クライマー
- ジョナサン・デイトン
- ジョン・ディキンソン
- ウィリアム・フュー
- トマス・フィッツサイモンズ
- ベンジャミン・フランクリン
- ニコラス・ギルマン
- ナサニエル・ゴーラム
- アレクサンダー・ハミルトン
- ジャレド・インガソル
- ダニエル・オブ・セントトマス・ジェニファー
- ウィリアム・サミュエル・ジョンソン
- ルーファス・キング
- ジョン・ラングドン
- ウィリアム・リビングストン
- ジェームズ・マディソン
- ジェイムズ・マクヘンリー
- トマス・ミフリン
- ガバヌーア・モリス
- ロバート・モリス
- ウィリアム・パターソン
- チャールズ・コーツワース・ピンクニー
- チャールズ・ピンクニー
- ジョージ・リード
- ジョン・ラトリッジ
- ロジャー・シャーマン
- リチャード・ドブス・スペイト
- ジョージ・ワシントン(憲法制定会議議長)
- ヒュー・ウィリアムソン
- ジェイムズ・ウィルソン
- ウィリアム・ジャクソン

### 早期に会議から離れたために憲法に署名できなかった代議員12人
- ウィリアム・リチャードソン・ディビー
- オリバー・エルスワース
- ウィリアム・ヒューストン
- ジョン・ランシング・ジュニア
- アレクサンダー・マーティン
- ルーサー・マーティン
- ジェイムズ・マックラーグ
- ジョン・フランシス・マーサー
- ウィリアム・ピアス
- ケイレブ・ストロング
- ジョージ・ワイス
- ロバート・イェーツ

### 憲法への署名を拒否した代議員3人
- ジョージ・メイソン
- エドムンド・ランドルフ
- エルブリッジ・ゲリー

## 他に建国の父と見なされる独立戦争時代の人物
- イーサン・アレン： バーモント共和国の建国に関わった。
- リチャード・ブランド： アメリカ独立戦争の前の植民地における思想形成に貢献した。
- ジョージ・クリントン： 第4代アメリカ合衆国副大統領。
- パトリック・ヘンリー：「自由を与えよ、然らずんば死を」(Give me liberty, or give me death!)という演説で有名。
- ジョン・ジェイ： パリ講和条約の草案作成に尽力した。
- ヘンリー・リー： 大陸軍騎兵士官で活躍した。
- ロバート・リビングストン： 独立宣言を起草した5人の一人。
- ジョン・マーシャル： 第4代最高裁判所長官。
- ジェームズ・モンロー： 大陸会議代議員。第5代アメリカ合衆国大統領。共和世代の最後の人。
- トマス・ペイン：『コモン・センス』の著書。晩年は革命後のフランスの新憲法草案の作成も助けた。
- ペイトン・ランドルフ： 初代大陸会議議長。
- チャールズ・トムソン： アメリカ合衆国の首相とも言われた大陸会議全期間の書記官。

## 建国の母
近年、歴史家達が新国家を支えた女性達の役割を研究してきた。政治的な地位には女性がいなかったが、アビゲイル・アダムズやマーシー・オーティス・ウォーレンのような例もあり、建国の母は共和制の価値を高め、国家の価値の一部となる書かれていない伝統を造り上げた。